# Danza de los siete velos y medio
Danza de los siete velos y medio es un tema instrumental de Los Pekenikes que ocupa la cara B del sencillo Nostalgia y es la segunda de una serie de canciones que no aparecen álbum, aunque fue reeditada posteriormente en CD. 
En este caso, el sonido del grupo está fuertemente influido por The Bar-Kays, grupo estadounidense de soul que tuvo éxito en la época con su Soul Finger. Seatac es una inidentificada voz revolucionada electrónicamente al final del tema.

## Miembros
- Alfonso Sainz - Saxo
- Lucas Sainz - Guitarra solista
- Ignacio Martín Sequeros - Bajo eléctrico
- Tony Luz - Guitarra rítmica
- Félix Arribas - Batería
- Pedro Luis García - Trombón
- Vicente Gasca - Trompeta
- Orquesta Manuel de Falla,[1] dirigida por Waldo de los Ríos